# Vojaška artilerijska akademija Kalinin
Vojaška artilerijska akademija im. M. I. Kalinin (rusko Военная артиллерийская академия им. М. И. Калинина; kratko le Vojaška artilerijska akademija Kalinin) je bila vojaška akademija (univerza za podiplomski študij) Sovjetske zveze; delovala je med letoma 1953 in 1990. Na njej so se izobraževali višji artilerijski častniki.
Poimenovana je bila po Mihailu Ivanoviču Kalininu.